# American Atheists
American Atheists (Американские атеисты, Атеисты Америки, до 1963 года Society of Separationists) — некоммерческая организация (501(c)(3)) в США, целью которой является защита гражданских свобод атеистов и поддержка полного разделения государства и церкви. Представители организации выступают в учебных заведениях, клубах и СМИ. Организация публикует книги и издает ежеквартальный журнал American Atheist Magazine (редактор Pamela Whissel). Организация была основана Мэдалин Мюррей О’Хэйр.

## История
Организация основана под названием Society of Separationists в 1963 году Society of Separationists, после судебных процессов Abington School District v. Schempp и Murray v. Curlett, начатых в 1959 году. В обоих делах Schempp и Мюррей выступали против введения обязательных молитв в государственных школах. В дальнейшем организация American Atheists подала множество исков против нарушения разделения государства и церкви.
В 1959 Мюррей подала иск, так как её сына, Уильяма Дж. Мюррея, заставляли посещать занятия по изучению Библии в школе и преследовали за отказ участия в таких занятиях.
Позже оба дела были объединены и слушались в Верховном суде США в 1962—1963 годах.
17 июня 1963 года дело было решено в пользу заявителей, поскольку принуждение властями штатов к молитве и чтению Библии нарушает Первую поправку к Конституции США 1791 года.
В августе-сентябре 1995 года Мадэлин Мюррей, Джон Мюррей и Робин Мюррей были похищены и убиты. Пост директора организации заняла Эллен Джонсон.
Организацией основана Чарльза Стивенса библиотека и архивы Американских атеистов.